# Etiqueta islâmica para uso do banheiro
Os islâmicos adotam particulares regras quando vão ao banheiro. Este código é conhecido como Qadaa al-Haajah.
Entre essas regras, inclui-se com qual pé pisar primeiramente no recinto, ausência total de qualquer fonte de barulho, criação de um ambiente de meditação onde existe inclusive uma oração criada pelo profeta islâmico Muhammad.